# Lignol
 Lignol  (en idioma bretón An Ignol) es una población y comuna francesa, en la región de Bretaña, departamento de Morbihan, en el distrito de Pontivy y cantón de Gourin.

## Demografía
| 1512 | 1370 | 1203 | 1042 | 906 | 859 |
| Para los censos de 1962 a 1999 la población legal corresponde a la población sin duplicidades (Fuente: INSEE [Consultar]) |      |      |      |     |     |